# أبو طيلون بيرلاندييه
أبو طيلون بيرلاندييه (باللاتينية: Abutilon berlandieri) نوع نباتي ينتمي إلى جنس أبو طيلون من الفصيلة الخبازية.

## الموئل والانتشار
موطن أبو طيلون بيرلاندييه هو المكسيك وولاية تكساس الأمريكية.